# Mats Ek
Mats Ek (Malmö, 18 april 1945) is een Zweedse danser, choreograaf en regisseur. Van 1973 tot 1993 was hij verbonden aan het Cullberg Ballet. Hij is gastchoreograaf van onder andere het Nederlands Dans Theater. Zijn choreografieën worden wereldwijd uitgevoerd.

## Biografie
Ek werd in 1945 geboren in de Zuid-Zweedse stad Malmö als zoon van de acteur Anders Ek en de choreografe Birgit Cullberg. Hij is een broer van danser Niklas Ek en actrice Malin Ek. Hij is getrouwd met danseres Ana Laguna.
Al op zijn achtste vertolkte Ek, samen met tweelingzus Malin, de kinderen van Medea in het gelijknamige ballet van hun moeder. Op zeventienjarige leeftijd volgde hij een zomercursus moderne dans onder leiding van de Amerikaans-Zweedse danspedagoge en choreografe Donya Feuer. Toch koos hij aanvankelijk niet voor de danswereld. Hij volgde theaterstudies aan de Marieborg Volkshogeschool in Norrköping. In 1966-67 werkte hij als poppenspeler en artistiek leider van het Marionetteatern in Stockholm. Hier debuteerde hij in oktober 1966 als regisseur met het Japanse no-theaterstuk Kagekiyo. Van 1967 tot 1972 was hij regieassistent van Ingmar Bergman en Alf Sjöberg in het prestigieuze Kungliga Dramatiska Teatern. In hetzelfde theater regisseerde hij zes eigen producties, waarvan enkele zowel met zijn vader Anders Ek als met zijn zus Malin Ek. Hoewel hij zich sinds 1973 hoofdzakelijk bezighield met dans, keerde Ek vanaf de jaren negentig terug als theaterregisseur met bijvoorbeeld zijn eigen toneelstuk Dans med kämstä in Stadsteatern/Unga Klara in 1993. In 2014 volgde een grote productie, een dramatisering van Vilhelm Mobergs Utvandrarna ("Emigranten").

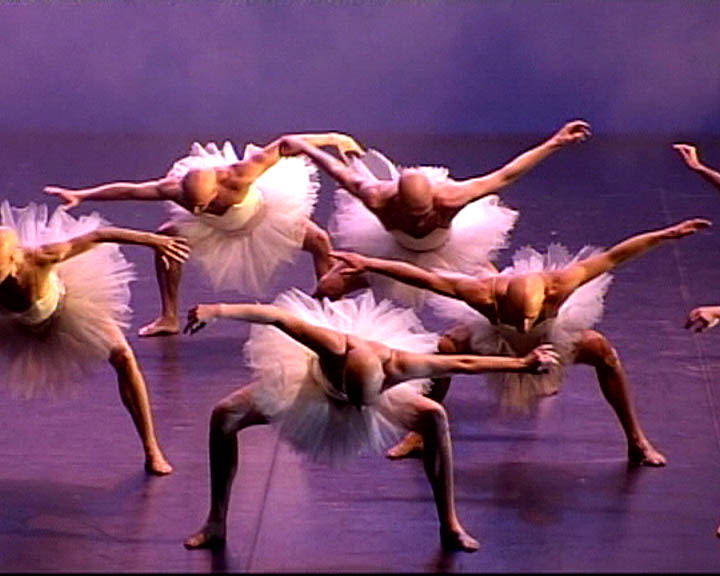
Scène uit Eks Het zwanenmeer uit 1987

In 1973 sloot Ek zich aan bij het Cullberg Ballet. In 1975 maakte hij deel uit van het corps de ballet van het ballet van de Deutsche Oper am Rhein in Düsseldorf. Een jaar later maakte hij zijn eerste choreografie getiteld The Officer's Servant voor het Cullberg Ballet. In 1978 werd Ek, samen met zijn moeder Birgit Cullberg, artistiek directeur van het Cullberg Ballet, van 1985 tot 1993 zonder haar. Gedurende het seizoen 1980-1981 was hij verbonden aan het Nederlands Dans Theater als danser en choreograaf.
In Eks choreografieën zijn de invloeden van Kurt Jooss, Maurice Béjart, Birgit Cullberg, Anthony Tudor en Jiří Kylián terug te vinden. Hij maakt gebruik van zowel klassieke als moderne danstechnieken. Maatschappelijke betrokkenheid gecombineerd met subtiele humor vormen de basis van zijn choreografieën. Voor Ek is beweging een middel tot individuele expressie. Esthetiek is niet zijn eerste prioriteit.
Eks uitgebreide productie van balletten omvat meer dan twintig werken voor het Cullberg Ballet, waaronder opzienbarende bewerkingen van klassiekers als Giselle (1982), Het zwanenmeer (1987) en Carmen (1992). Na het verlaten van het Cullberg Ballet werd Ek gastchoreograaf bij diverse grote internationale dansgezelschappen. Zo creëerde hij Dornröschen voor het Hamburg Ballet (1996), A Sort Of... voor het Nederlands Dans Theater (1997) en Apartement voor het ballet van de Opera van Parijs (2000). Verschillende balletten van Ek zijn bewerkt voor televisie, twee daarvan ontvingen Emmy Awards.

## Werken (selectie)

### Choreografie
- 1976: Kalfaktorn, voor het Cullberg Ballet, naar Georg Büchners Woyzeck
- 1976: The Officer's Servant, voor het Cullberg Ballet
- 1976: Sankt Göran och draken / St. George and the Dragon, voor het Cullberg Ballet
- 1977: Soweto, voor het Cullberg Ballet
- 1978: The House of Bernarda Alba, voor het Cullberg Ballet
- 1980: Jeugdherinneringen, voor het Nederlands Dans Theater[2]
- 1982: Giselle, bewerking voor het Cullberg Ballet
- 1984: Le Sacre du printemps
- 1987: Parken
- 1987: Gräs
- 1985: På Norrbotten / Down North, voor het Cullberg Ballet; decor en kostuums: Karin Ek[3]
- 1987: Het zwanenmeer, bewerking voor het Cullberg Ballet met mannelijke dansers
- 1989: Gamla Barn / Oude kinderen (ondertitel: De Haagsche School), voor het Nederlands Dans Theater; decor en kostuums: Karin Ek[4]
- 1990: Over There, voor het Nederlands Dans Theater; muziek: Arvo Pärt
- 1991: Ljusvarelser / Lichtgestalten
- 1991: Journey, voor NDT 3; muziek: Steve Reich
- 1992: Carmen, bewerking voor het Cullberg Ballet
- 1992: Meinungslose Weiden, voor het Hamburg Ballet
- 1995: She Was Black, voor het Cullberg Ballet; muziek: Henryk Górecki
- 1995: Rök (later hertiteld: Solo for Two), gecreëerd voor Sylvie Guillem en Niklas Ek
- 1996: On Malta, bewerking van Marlows The Jew of Malta voor het Orionteatern in Stockholm
- 1996: Dornröschen, voor het Hamburg Ballet
- 1996: Wet Woman
- 1997: En Slags... / A sort of..., voor het Nederlands Dans Theater; muziek: Henryk Górecki
- 2000: Appartement, gecreëerd voor de Opéra national de Paris
- 2002: Fluke, gecreëerd voor Dansens Hus, Stockholm en het Nederlands Dans Theater[5]
- 2003: Tulips, 18 korte theaterdialogen voor NDT 3, coproductie Holland Dance Festival en Festival d'Otoño, Madrid[6]
- 2005: Pas de danse
- 2007: Pic Nic
- 2008: Place
- 2008: Fireplace
- 2010: AJÖ / BYE, gecreëerd voor Sylvie Guillem in het Dansens Hus, Stockholm
- 2013: Julia en Romeo, voor de Koninklijke Opera in Stockholm
- 2015: AXE
- 2016: Mémoire Roumaine, gecreëerd voor de Europese Theaterprijs
- 2019: Another Place, voor de Opéra national de Paris
- 2019: Boléro, voor de Opéra national de Paris
- 2023: The Rite of Spring, nieuwe versie voor het English National Ballet

### Toneel- en operaregies
- 1967: Woyzeck van Georg Büchner
- 1971: Romeo en Julia van William Shakespeare
- 1993: Dans med kämstä, geschreven door Ek
- 1999: Dom Juan van Molière
- 2001: Andromaque van Jean Racine
- 2004: De koopman van Venetië van William Shakespeare
- 2007: Droomspel van August Strindberg
- 2007: Orfeo ed Euridice van  Gluck (Koninklijke Opera, Stockholm)
- 2012: Spoken van August Strindberg
- 2014: Utvandrarna van Vilhelm Moberg

### Filmografie
- 1974: En skugga (televisie)
- 1982: Giselle (televisie)
- 1990: Svansjön (televisie)
- 1996: Rök (televisie)
- 1999: Törnrosa (televisie)
- 2013: BYE / AJÖ (dansfilm met Sylvie Guillem)

## Prijzen, eerbewijzen
- 1982: Carina Ari-medaille
- 1993: Theaterprijs van de Zweedse theatercritici
- 1999: Prix Italia voor de dansfilm Doornroosje
- 1999: Theaterprijs van Expressen
- 2000: Henrik-Steffens-Preis (Hamburg)
- 2001: Medaille Litteris et Artibus
- 2001: Gouden medaille van Teaterförbundet voor "buitengewoon artistiek werk"
- 2006: Prix Benois de la Danse (oeuvreprijs)
- 2008: Ingmar Bergman-stipedium van Dramaten
- 2008: Theaterprijs van de Zweedse Academie
- 2008: Operaprijs van Svenska Dagbladet
- 2011: Cramér-medaille
- 2012: Commandeur in de Ordre des Arts et des Lettres (Frankrijk)
- 2016: Europese Theaterprijs voor zijn "bijdrage aan de revolutie in de hedendaagse dans"